# Cherryville (Észak-Karolina)
Cherryville város az USA Észak-Karolina államában, Gaston megyében. Lakosainak száma 6078 fő (2020. április 1.).

## Népesség
A település népességének változása:
| Lakosok száma | 1008 | 5760 | 6078 |
|               | 1900 | 2010 | 2020 |